# Thecla climicles
Thecla climicles är en fjärilsart som beskrevs av Dyar 1914. Thecla climicles ingår i släktet Thecla och familjen juvelvingar. Inga underarter finns listade i Catalogue of Life.